# Лебяжье (Кировская область)
Лебя́жье — посёлок городского типа в Кировской области России, административный центр Лебяжского района.

## География
Расположен на клинообразной возвышенности, на берегу Вятки при впадении в неё речки Лебёдки. Напротив села за Вяткой — большой бор. Ныне в посёлке насчитывается 45 улиц, из них 13 асфальтированных.

## История
Дата основания села — 1605 год. Прежнее название — село Никольское. По данным на 1771—1773 годы, село Никольское принадлежало помещикам Ивану Лукошкову, Ивану Пальчикову и Анне Пальчиковой. Преобразовано в посёлок городского типа в 1965 году.

## Население
| 1970  | 1979  | 1989  | 2002  | 2009  | 2010  | 2012  |
| ----- | ----- | ----- | ----- | ----- | ----- | ----- |
| 2500  | ↗3278 | ↗3829 | ↘3571 | ↘3550 | ↘3362 | ↘3278 |
| 2013  | 2014  | 2015  | 2016  | 2017  | 2018  | 2019  |
| ↘3229 | ↘3170 | ↗3192 | ↘3178 | ↘3141 | ↘3083 | ↘3056 |
| 2020  | 2021  |       |       |       |       |       |
| ↘3028 | ↘2795 |       |       |       |       |       |

## Экономика
Имеются предприятия: элеватор (сгорел), маслозавод, типография, лесхоз, хлебозавод.
Карьер «Приверх», (НАО)
Основные виды деятельности: Добыча нерудных строительных материалов (песок, гравий, щебень). ПГС. Производство: щебень, гравий разных фракций. Отсев, дробление. Разработка гравийных и песчаных карьеров. Содержание, ремонт автомобильных дорог общего пользования.
Лебяжский маслозавод
Был основан в 1959 году. Сначала располагался в деревянном помещении, оснащённом примитивным оборудованием. В декабре 1977 года на заводе было запущено новое оборудование, способное перерабатывать до 70 тонн молока в смену. Завод имел свои очистительные сооружения, склады, тёплую стоянку и др.

## Образование
- Лебяжская средняя школа
- Начальная школа-сад
- Музыкальная школа
- Дом детского творчества

## Культура и достопримечательности
Памятник археологии «Лебяжское городище»
Расположен на меловом мысу на правом берегу реки Вятки. Памятник археологии федерального значения VII—III веков до н. э. Принадлежит к ананьинской археологической культуре. Сейчас на территории расположена часовня — памятник не сохранившимся церквям района, которых насчитывалось более десятка. Обелиск воинам, погибшим в ходе Великой Отечественной войны.
Центр туризма и отдыха «Лебяжские горки»
Физкультурно-оздоровительный комплекс. Расположен в пешей доступности от центра поселка Лебяжье. Имеется автомобильная стоянка на пятьдесят автомобильных мест. Проект «Лебяжские горки» предполагает выделение пяти рабочих зон: зона детского отдыха, где оборудован детский городок; зона пассивного отдыха, предназначенная для взрослых; бытовая зона; зона спортивного отдыха, которая предполагает выделение двух трасс: трасса с крутыми спусками, для катания на сноубордах и на лыжах с горы; трасса для спокойных прогулок на лыжах на свежем воздухе; развлекательная зона, где можно кататься на «ватрушках». Все трассы нового комплекса проходят через хвойный лесной массив. Трассы оборудованы подъёмником. Объект освещён фонарями и электрическими лампами.
Краеведческий музей.
В Лебяжском краеведческом музее действует шесть постоянных экспозиций: зал природы, зал «Крестьянская изба», зал Боевой славы, зал «Лебяжье. История. Район», зал «События, люди и судьбы», зал «Белый квадрат», картины в стиле концептуального авангарда Геннадия Лучинина. В выставочном зале организуются сменные выставки картин, фото, декоративно-прикладного творчества, различные мероприятия и встречи с интересными людьми.
Центральная библиотека.
Районный Дом культуры.
Детская школа искусств.
Церковь Николая Чудотворца в Лебяжье.

## Транспорт
Автодороги
Через поселок проходит автомобильная дорога Р169_(автодорога) Киров-Вятские Поляны, а также автодорога Советск-Лебяжье, выходящая на региональную трассу Р168 Киров-Советск. Поселок соединен дорогами со всеми основными сельскими поселениями района.
Автобусное сообщение
Имеется регулярное автобусное сообщение с областным центром и другими городами: Киров, Советск, Котельнич.
Другие виды транспорта
В 1958—1990 годах работал аэропорт, связывавший Лебяжье с областным центром. Аэродром ныне занят жилыми кварталами коттеджного типа.
Имеется возможность речного сообщения по реке Вятке. Вплоть до 1990-х годов работал регулярный речной транспорт (суда на подводных крыльях «Заря» и «Луч», баржи, туристические речные суда). В настоящее время в период половодья работает туристический речной маршрут на теплоходе «Чапаев».

## Почетные граждане[18]
| 1986 | Владимир Иванович Гусев        | За большой вклад в развитие механизации сельского хозяйства.                                                                        |
| 1986 | Евгений Иванович Зенцов        | За большой вклад в развитие культуры земледелия в районе, благоустройство поселка Лебяжье.                                          |
| 1986 | Иван Трифонович Соколов        | |
| 1989 | Александра Дмитриевна Туленина | За большой вклад в обучение и воспитание детей, активную общественную деятельность.                                                 |
| 1989 | Екатерина Дмитриевна Путинцева | За большой вклад в воспитание детей, активную общественную деятельность                                                             |
| 1989 | Иван Филиппович Сахарных       | За многолетний добросовестный труд на благо Лебяжского района, большой вклад в совершенствование деятельности Лебяжского элеватора. |
| 1990 | Николай Григорьевич Сазанов    | За большой вклад в обучение и воспитание детей, активную общественную деятельность.                                                 |
| 1990 | Михаил Дмитриевич Видягин      | За большой вклад в строительство и благоустройство поселка Лебяжье.                                                                 |
| 1991 | Клавдия Филипповна Наумова     | За большой вклад в обучение и воспитание детей, активную общественную деятельность.                                                 |
| 1993 | Таисия Александровна Волгаева  | За большой вклад в развитие аптечного дела в Лебяжском районе и восстановление Прихода в Лебяжском районе.                          |
| 1993 | Василий Сергеевич Швецов       | За многолетний добросовестный труд на предприятиях Лебяжского района.                                                               |
| 2006 | Антонина Семеновна Серова      | За большой вклад в обучение и воспитание детей, активную общественную деятельность.                                                 |
| 2008 | Николай Васильевич Набоких     | За большой вклад в развитие сельского хозяйства в районе.                                                                           |
| 2010 | Серов Александр Петрович       | За большой вклад в развитие здравоохранения.                                                                                        |
| 2010 | Филимонова Зинаида Степановна  | За большой вклад в развитие сельского хозяйства.                                                                                    |
| 2013 | Валентина Николаевна Чупракова | За активную, бескорыстную общественную работу на благо посёлка.                                                                     |
| 2014 | Михеева Татьяна Сергеевна      | За особый вклад в развитие дошкольного образования, воспитание подрастающего поколения.                                             |

## Известные уроженцы
- Наумов, Андрей Витальевич — член-корреспондент РАН, профессор РАН, физик, заведующий кафедрой физики Московского педагогического государственного университета.
- Василий (Несмелов) — Священномученик РПЦЗ.
- Окунев, Иван Васильевич — директор «Уралвагонзавода» и Почётный гражданин Нижнего Тагила. Лауреат Сталинской премии третьей степени, Герой Социалистического Труда.
- Чебышева, Маргарита Петровна — русский советский и российский поэт, педагог, член Союза писателей СССР.